# Wijken en buurten in Midden-Drenthe
De Nederlandse gemeente Midden-Drenthe is voor statistische doeleinden onderverdeeld in wijken en buurten. De gemeente is verdeeld in de volgende statistische wijken:
- Wijk 00 Beilen (CBS-wijkcode:173100)
- Wijk 01 Hijken (CBS-wijkcode:173101)
- Wijk 02 Hooghalen (CBS-wijkcode:173102)
- Wijk 03 Wijster (CBS-wijkcode:173103)
- Wijk 04 Spier (CBS-wijkcode:173104)
- Wijk 05 Drijber (CBS-wijkcode:173105)
- Wijk 06 Smilde (CBS-wijkcode:173106)
- Wijk 07 Bovensmilde (CBS-wijkcode:173107)
- Wijk 08 Hoogersmilde (CBS-wijkcode:173108)
- Wijk 09 Westerbork (CBS-wijkcode:173109)
- Wijk 10 Elp (CBS-wijkcode:173110)
- Wijk 11 Witteveen (CBS-wijkcode:173111)
- Wijk 12 Nieuw-Balinge (CBS-wijkcode:173112)
- Wijk 13 Nieuweroord (CBS-wijkcode:173113)
- Wijk 14 Zwiggelte (CBS-wijkcode:173114)
- Wijk 15 Orvelte (CBS-wijkcode:173115)
- Wijk 16 De Broekstreek (CBS-wijkcode:173116)

Een statistische wijk kan bestaan uit meerdere buurten. Onderstaande tabel geeft de buurtindeling met kentallen volgens het Centraal Bureau voor de Statistiek (2008):
| CBS-buurtcode | Buurtnaam                        | Inwonertal | Opp. totaal (ha) | Opp. land (ha) | Ligging                |
| ------------- | -------------------------------- | ---------- | ---------------- | -------------- | ---------------------- |
| BU17310000    | Beilen                           | 9050       | 550              | 545            | Locatie in de gemeente |
| BU17310001    | Lieving Makkum                   | 190        | 36               | 36             | Locatie in de gemeente |
| BU17310002    | Holthe                           | 160        | 49               | 49             | Locatie in de gemeente |
| BU17310003    | Brunsting                        | 100        | 32               | 32             | Locatie in de gemeente |
| BU17310009    | Verspreide huizen Beilen         | 1340       | 4452             | 4355           | Locatie in de gemeente |
| BU17310100    | Hijken                           | 650        | 96               | 95             | Locatie in de gemeente |
| BU17310101    | Oranje                           | 120        | 24               | 23             | Locatie in de gemeente |
| BU17310109    | Verspreide huizen Hijken         | 260        | 2716             | 2606           | Locatie in de gemeente |
| BU17310200    | Hooghalen                        | 900        | 61               | 61             | Locatie in de gemeente |
| BU17310201    | Laaghalen                        | 90         | 49               | 49             | Locatie in de gemeente |
| BU17310209    | Verspreide huizen Hooghalen      | 440        | 2446             | 2431           | Locatie in de gemeente |
| BU17310300    | Wijster                          | 800        | 111              | 111            | Locatie in de gemeente |
| BU17310309    | Verspreide huizen Wijster        | 290        | 2514             | 2495           | Locatie in de gemeente |
| BU17310400    | Spier                            | 190        | 48               | 48             | Locatie in de gemeente |
| BU17310409    | Verspreide huizen Spier          | 160        | 571              | 571            | Locatie in de gemeente |
| BU17310500    | Drijber                          | 120        | 25               | 25             | Locatie in de gemeente |
| BU17310509    | Verspreide huizen Drijber        | 390        | 1323             | 1311           | Locatie in de gemeente |
| BU17310600    | Smilde-Centrum                   | 3770       | 226              | 223            | Locatie in de gemeente |
| BU17310601    | Smilde-Noord                     | 280        | 55               | 52             | Locatie in de gemeente |
| BU17310602    | Smilde-Zuid                      | 350        | 73               | 70             | Locatie in de gemeente |
| BU17310609    | Verspreide huizen Smilde         | 190        | 1938             | 1916           | Locatie in de gemeente |
| BU17310700    | Bovensmilde-Centrum              | 3000       | 118              | 116            | Locatie in de gemeente |
| BU17310701    | Bovensmilde-Noord                | 190        | 52               | 49             | Locatie in de gemeente |
| BU17310702    | Bovensmilde-Zuid                 | 200        | 48               | 46             | Locatie in de gemeente |
| BU17310709    | Verspreide huizen Bovensmilde    | 230        | 1332             | 1331           | Locatie in de gemeente |
| BU17310800    | Hoogersmilde-Centrum             | 920        | 82               | 79             | Locatie in de gemeente |
| BU17310801    | Hoogersmilde-Noord               | 410        | 128              | 123            | Locatie in de gemeente |
| BU17310802    | Hoogersmilde-Zuid                | 140        | 53               | 50             | Locatie in de gemeente |
| BU17310809    | Verspreide huizen Hoogersmilde   | 260        | 1766             | 1737           | Locatie in de gemeente |
| BU17310900    | Westerbork                       | 4760       | 313              | 313            | Locatie in de gemeente |
| BU17310901    | Eursinge                         | 60         | 27               | 27             | Locatie in de gemeente |
| BU17310909    | Verspreide huizen Westerbork     | 180        | 1313             | 1308           | Locatie in de gemeente |
| BU17311000    | Elp                              | 350        | 75               | 75             | Locatie in de gemeente |
| BU17311001    | Zuidveld                         | 80         | 56               | 53             | Locatie in de gemeente |
| BU17311009    | Verspreide huizen Elp            | 40         | 1974             | 1964           | Locatie in de gemeente |
| BU17311100    | Witteveen                        | 430        | 103              | 103            | Locatie in de gemeente |
| BU17311109    | Verspreide huizen Witteveen      | 170        | 1469             | 1452           | Locatie in de gemeente |
| BU17311200    | Nieuw-Balinge                    | 800        | 118              | 117            | Locatie in de gemeente |
| BU17311209    | Verspreide huizen Nieuw-Balinge  | 140        | 1063             | 1053           | Locatie in de gemeente |
| BU17311309    | Verspreide huizen Nieuweroord    | 120        | 598              | 584            | Locatie in de gemeente |
| BU17311400    | Zwiggelte                        | 230        | 57               | 57             | Locatie in de gemeente |
| BU17311409    | Verspreide huizen Zwiggelte      | 230        | 2286             | 2273           | Locatie in de gemeente |
| BU17311500    | Orvelte                          | 80         | 29               | 29             | Locatie in de gemeente |
| BU17311509    | Verspreide huizen Orvelte        | 140        | 1843             | 1830           | Locatie in de gemeente |
| BU17311600    | Garminge                         | 80         | 25               | 25             | Locatie in de gemeente |
| BU17311601    | Balinge                          | 120        | 23               | 23             | Locatie in de gemeente |
| BU17311602    | Mantinge                         | 200        | 57               | 57             | Locatie in de gemeente |
| BU17311609    | Verspreide huizen de Broekstreek | 190        | 2178             | 2169           | Locatie in de gemeente |